# António Fernandes (scacchista)
António Fernandes (Pampilhosa da Serra, 18 ottobre 1962) è uno scacchista portoghese.
Ottenne il titolo di Maestro Internazionale nel 1985 e di Grande Maestro nel 2003.
Dal 1980 al 2018 vinse 16 volte il campionato nazionale portoghese (record del campionato).
Nel periodo 1980–2012 partecipò con la nazionale portoghese a 16 edizioni delle olimpiadi degli scacchi, ottenendo 89 punti su 167 partite. Nelle olimpiadi di Manila 1992 vinse una medaglia di bronzo in 2ª scacchiera.
Partecipò al campionato europeo a squadre nel 1989, 1992, 2001 e 2017. Nel 1993 partecipò alla coppa europea di scacchi per club con il club TLP Lisboa.
Raggiunse il suo più alto rating FIDE in gennaio 1998, con 2495 punti Elo.